# Ryszard Reiff

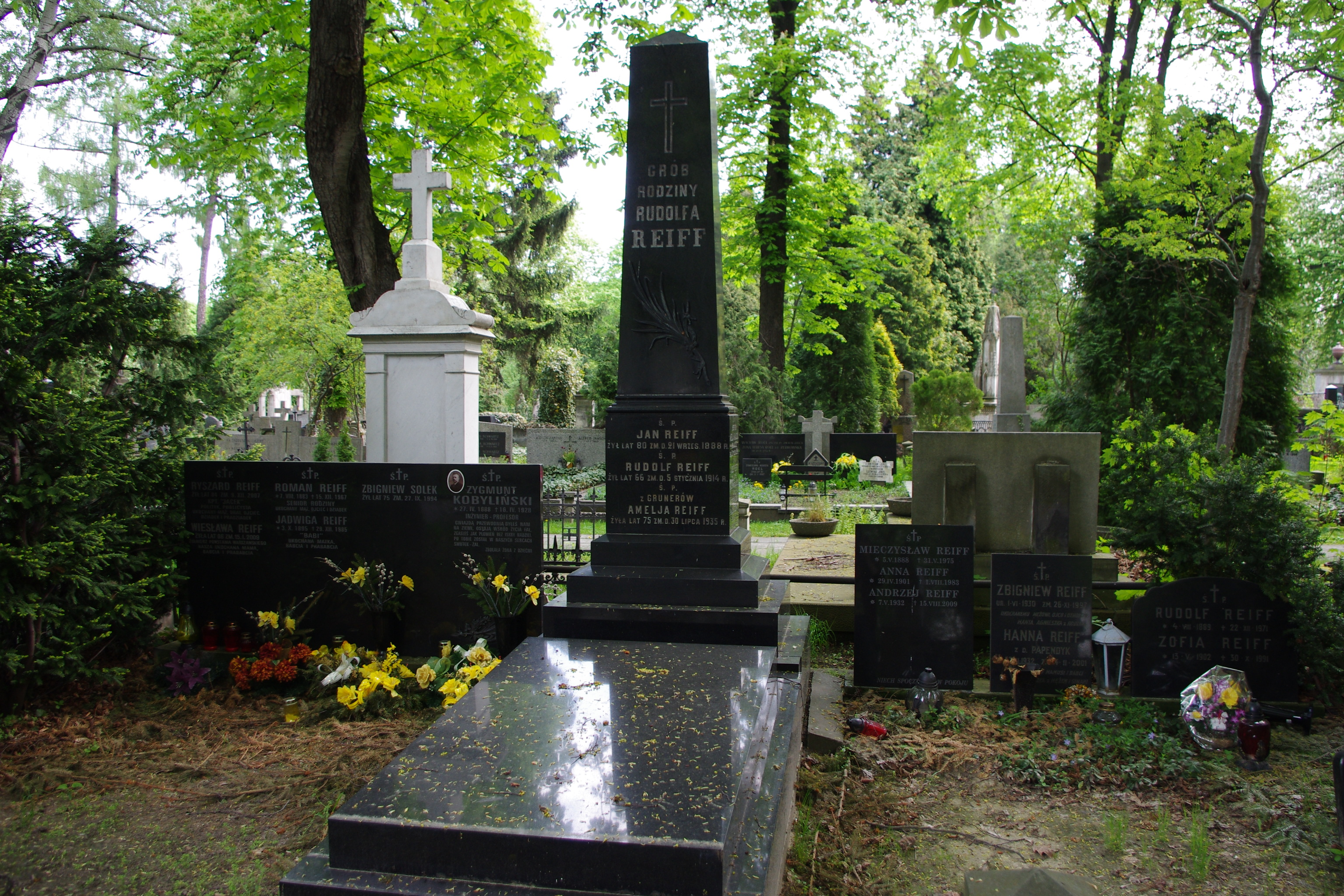
Grób Ryszarda Reiffa na cmentarzu ewangelicko-augsburskim w Warszawie

Ryszard Reiff (ur. 4 lipca 1923 w Warszawie, zm. 9 grudnia 2007 tamże) – polski polityk, prawnik, publicysta, przewodniczący Stowarzyszenia „Pax”, poseł na Sejm PRL IV i VIII kadencji, senator I kadencji, członek Rady Państwa (1981–1982).

## Życiorys
Ukończył studia prawnicze na Wydziale Prawa Uniwersytetu Warszawskiego.
Podczas II wojny światowej działał w ruchu oporu. Był członkiem Konfederacji Narodu, dowódcą jednego z pierwszych oddziałów partyzanckich Uderzeniowych Batalionów Kadrowych. Po scaleniu z Armią Krajową dowodził kompanią w III batalionie 77 pp AK walczącym na Nowogródczyźnie. W latach 1944–1946 więziony na terenie Związku Radzieckiego. W 1946 rozpoczął pracę jako dziennikarz w tygodniku „Dziś i Jutro”.
W 1948 nawiązał kontakty z funkcjonariuszami UB. 29 marca 1949 został zarejestrowany jako współpracownik UB, początkowo nadano mu pseudonim „Jack”, funkcjonował też pod pseudonimami „Bliźni” i „Demagog”. W 1949 jako tajny agent prowadził pracę wywiadowczą w środowisku polskiej emigracji w Londynie i Paryżu. W Londynie jego działania nadzorował Marcel Reich-Ranicki.
W okresie 1950–1953 był redaktorem naczelnym „Słowa Powszechnego”. Pełnił funkcję sekretarza Komisji Intelektualistów i Działaczy Katolickich. Kierował pracą organizacyjną Stowarzyszenia „Pax” na terenie całego kraju, w latach 1976–1979 pełnił funkcję wiceprzewodniczącego zarządu głównego, a w latach 1979–1982 przewodniczącego.
Od 1981 do 1982 był członkiem Rady Państwa. 13 grudnia 1981 jako jedyny z 14 obecnych na posiedzeniu jej członków sprzeciwił się zatwierdzeniu uchwały o wprowadzeniu stanu wojennego i dekretu o stanie wojennym, za co został odwołany ze stanowiska. W latach 1965–1969 i 1980–1985 sprawował mandat posła na Sejm PRL IV i VIII kadencji, w okresie 1980–1982 przewodniczył Kołu Poselskiemu „Pax”. Jako reprezentant strony solidarnościowo-opozycyjnej był uczestnikiem obrad Okrągłego Stołu w zespole ds. reform politycznych. W latach 1989–1991 był senatorem z ramienia Komitetu Obywatelskiego, przewodniczącym senackiej Komisji Spraw Emigracji i Polaków za Granicą. W trakcie kadencji przeszedł do klubu parlamentarnego Unii Demokratycznej. W 1988 był w gronie osób, które opracowały statut Związku Sybiraków, w 1989 został prezesem tej organizacji. W lutym 1989 wszedł w skład Komisji do spraw Upamiętnienia Ofiar Represji Okresu Stalinowskiego, działającej przy Radzie Ochrony Pamięci Walk i Męczeństwa.
Odznaczony Krzyżem Kawalerskim Orderu Odrodzenia Polski (1954, za zasługi w pracy społecznej), Krzyżem Oficerskim OOP, Krzyżem Komandorskim z Gwiazdą OOP (1998), Srebrnym Krzyżem Orderu Virtuti Militari, Krzyżem Walecznych, Krzyżem Partyzanckim, Orderem Sztandaru Pracy II klasy i Medalem 10-lecia Polski Ludowej (1956).
Został pochowany na cmentarzu ewangelicko-augsburskim w Warszawie (aleja 9, grób 20).

## Publikacje
- O niezależnych samorządnych związkach zawodowych, Warszawa 1980.
- Wybór jutra, Warszawa 1988.
- Czas Solidarności, Warszawa 1988.
- 13 grudzień: wspomnienia, Kraków 1989.
- Okrągły stół, Warszawa 1989.
- Gra o życie, Warszawa 1993, ISBN 1-870886-15-1.
- Rodzina Reiff, Warszawa 2000.
- Archiwum myślenia politycznego: szkice publicystyczne, Warszawa 2005.
- Archiwum Stowarzyszenia PAX, tom I, Warszawa 2006, ISBN 83-7473-011-0.
- Archiwum Stowarzyszenia PAX, tom II, Warszawa 2007, ISBN 978-83-7473-026-6.
- Archiwum osobiste, Warszawa 2007, ISBN 978-83-7473-029-7.